# Accord d'option du Tyrol du Sud
 (février 2025).

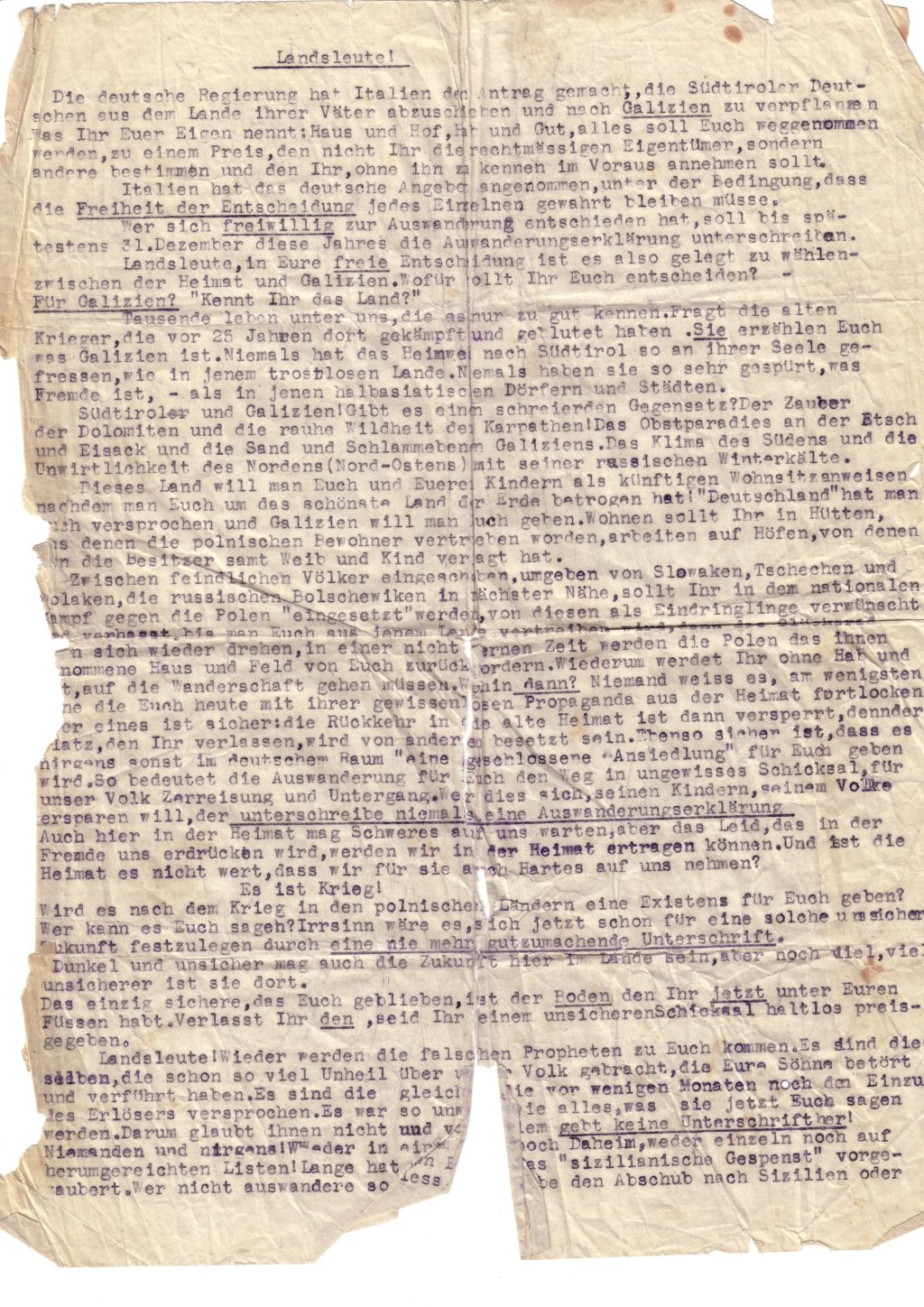
Un tract du groupe de germanophones qui ont voté pour le maintien dans le Tyrol du Sud (Andreas Hofer Bund)

L'accord d'option du Tyrol du Sud (Option in Südtirol en allemand ; Opzioni in Alto Adige en italien) dit "l'option" fut un accord en vigueur entre 1939 et 1943, permettant aux populations germanophones et ladinophones du Tyrol du Sud et de plusieurs autres municipalités du nord de l'Italie, — qui avaient appartenu à l'Empire autrichien jusqu'en 1919 dans la province du Tyrol —, de choisir entre émigrer vers l'Allemagne nazie voisine (dont l'Autriche faisait partie après l'Anschluss de 1938) ou rester dans l'Italie fasciste, où la minorité allemande a été soumise à des efforts répressifs d'italianisation.
La décision à venir a entraîné des bouleversements tumultueux dans la société locale. Le Völkischer Kampfring, un groupe nazi local, a joué un rôle majeur avec des appels de propagande à la « nationalité » et à l'« ethnie » allemandes des Tyroliens du Sud, ainsi que ses actes de terreur contre les dissidents. Un autre aspect clé a alors été la propagation de fausses rumeurs sur une prétendue déportation planifiée des habitants restants par le gouvernement italien. Environ 70 %, voire 85 % selon d'autres sources, ont choisi de s'installer dans le Reich allemand.

## Contexte
La région du Tyrol du Sud était un lieu de revendications et de conflits entre le nationalisme allemand et le nationalisme italien, qui s'est matérialisé dans l'entre-deux-guerres et après la Seconde Guerre Mondiale. L'un des principaux fondateurs du nationalisme italien, Giuseppe Mazzini, ainsi qu'Ettore Tolomei, ont prétendu de manière contrefactuelle que la population germanophone du Tyrol du Sud était en fait principalement une population germanisée d'origine romaine qui avait besoin d'être « libérée et ramenée à sa culture légitime ».
La partie sud du Tyrol, rebaptisée « Province de Bolzano », faisait partie de l'Italie depuis la fin de la Première Guerre mondiale. Après la montée du fascisme en 1922, une politique d' italianisation de la région fut mise en œuvre de façon violente et répréssive. Tous les lieux, jusqu’au plus petit hameau, reçurent des noms italiens, et même les noms de famille furent italianisés. Le processus s'est intensifié dans les années 1930, lorsque le gouvernement de Benito Mussolini a encouragé des milliers d'Italiens du Sud à s'installer dans la région, dans une tentative délibérée de réduire la population germanophone indigène au statut de minorité.
Entre 1928 et 1939, divers groupes de résistance se formèrent dans la province pour combattre le régime fasciste italien et sa politique de suppression de la langue allemande. Les enfants étaient enseignés dans la langue allemande interdite dans des écoles clandestines des catacombes et les médias et associations catholiques résistaient à l'intégration forcée sous la protection du Vatican. Le mouvement de résistance clandestin, le Völkischer Kampfring Südtirols, a été formé par un membre du parti nazi, Peter Hofer (de).
La situation géopolitique a radicalement changé après l’ incorporation de l’Autriche au Reich allemand (Anschluss) en 1938. Mussolini, qui pouvait jusqu'à présent ignorer sans risque les griefs concernant le traitement de la minorité germanophone face à une Autriche faible, disposait désormais d'un régime puissant à sa frontière dont l'objectif explicite était d'incorporer tous les Allemands ethniques dans un seul Reich. Mussolini ne souhaitait pas contrarier Hitler, mais il ne voulait pas non plus être perçu par son propre peuple comme autre chose qu’un partenaire égal dans ses relations avec l’Allemagne. De son côté, Hitler accordait également suffisamment d'importance au maintien de relations amicales avec Mussolini pour éviter de poursuivre des revendications irrédentistes contre l'Italie. Du point de vue nazi, sacrifier le Tyrol du Sud était un prix relativement faible à payer en échange de l'obtention du soutien italien dans la poursuite des revendications allemandes ailleurs, à commencer par les Sudètes avant d'incorporer les anciens territoires allemands en Pologne et finalement de vastes territoires à l'est.

## Option pour l'Allemagne
En juin 1939, le régime nazi en Allemagne et le régime fasciste en Italie ont signé "l'accord d'option", dans le cadre du Pacte d'acier.
Le 21 octobre 1939, Adolf Hitler et Mussolini sont parvenus à un accord sur l'assimilation des minorités ethniques allemandes de la province. Les membres de ces deux communautés linguistiques devaient choisir, avant le 31 décembre 1939, entre rester en Italie et perdre tous leurs droits de minorité (devenir italiens), ou émigrer dans l'Allemagne nazie, ce que l'on appelle l'« Option für Deutschland » (option pour l'Allemagne).
Environ 70 % de la population opte alors pour l'émigration ; ils sont appelés Optanten et se regroupent au sein de l'Arbeitsgemeinschaft der Optanten für Deutschland (Association des Optants pour l'Allemagne). Ceux qui choisissent de rester, appelés Dableiber ("restants ici"), se regroupent principalement autour des prêtres catholiques locaux. Le Völkischer Kampfring, une organisation nazie locale, a condamné les Dableiber comme des « traîtres », les comparant à des « Juifs » ou des « Tziganes », et a été responsable de la propagande agressive, de la violence et des actes de terreur à leur encontre. "L'option" a détruit de nombreuses familles et le développement de l'économie de la province a été retardé pendant de nombreuses années.
L' Arbeitsgemeinschaft der Optanten für Deutschland (ADO) (« Association des optants pour l'Allemagne » en allemand ) était une association pour les germanophones qui avaient choisi d'émigrer en Allemagne plutôt que de rester dans le Tyrol du Sud. L'association a été fondée le 30 janvier 1940. Peter Hofer prend la direction de l'Association.

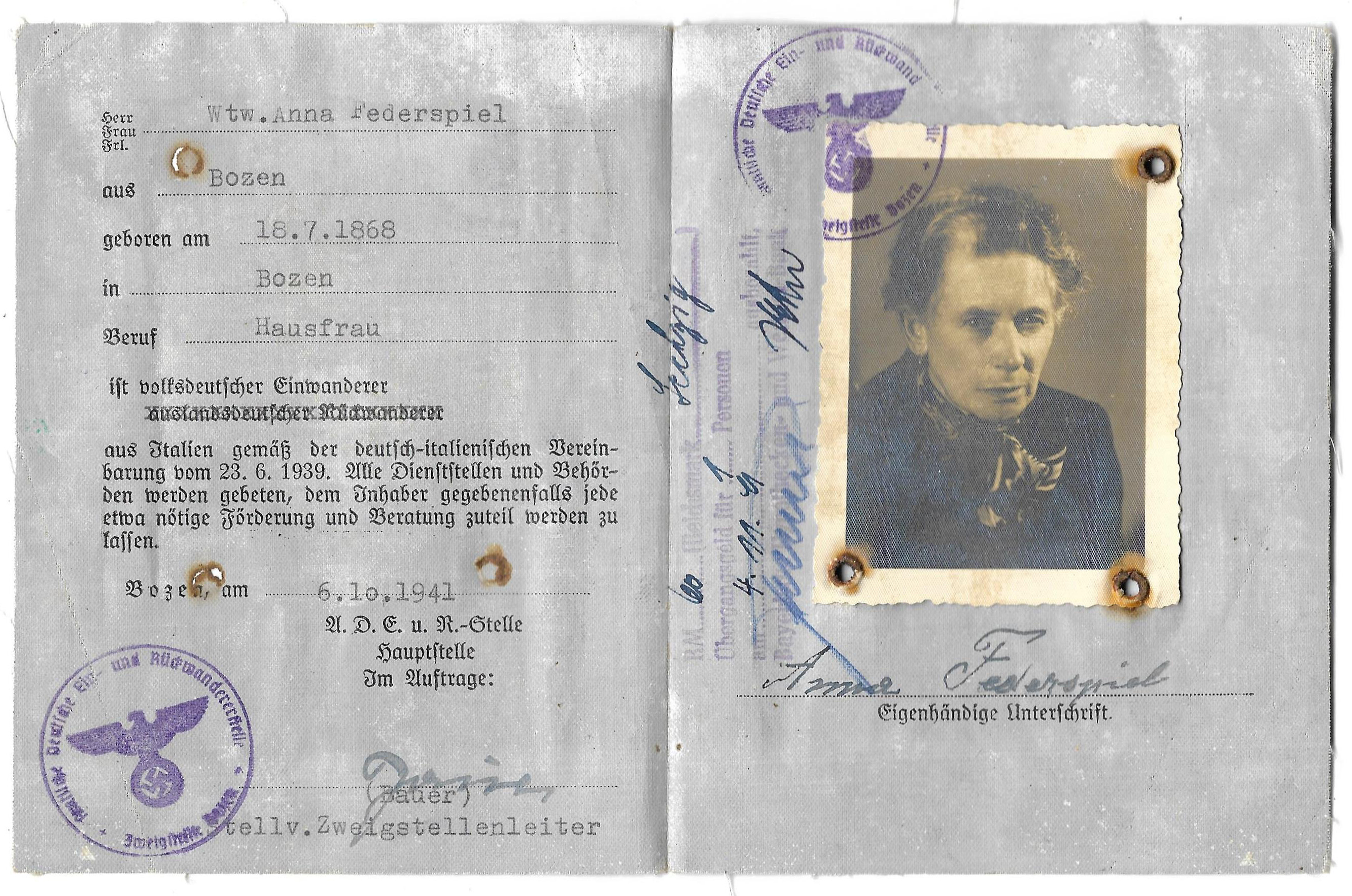
Une carte d'identité allemande de 1939 délivrée à une femme vivant en Italie à la suite de l'accord d'option du Tyrol du Sud

## Occupation allemande
En septembre 1943, la Wehrmacht occupe la province et le 10 septembre 1943, la zone d'opération des Préalpes est créée. L'ADO a été dissoute et rejoint le Deutsche Volksgruppe . Peter Hofer a été choisi comme Volksgruppenführer. Certains membres de l'ADO se sont joints au Corps des volontaires du Tyrol du Sud et ont participé à l'extermination de la population juive de Merano.
Cependant, la relocalisation des populations et l'italianisation complète de la région n'ont jamais été pleinement réalisées.

## Conséquences
Seul un tiers des personnes qui avaient effectivement émigré revinrent dans la région en 1945. Malgré les efforts autrichiens, le Tyrol du Sud est resté une partie de l'Italie après la Seconde Guerre mondiale, et de nombreux habitants ont choisi d'acquérir la nationalité italienne après l'accord Gruber-De Gasperi de septembre 1946. Il a été nommé d'après le ministre des Affaires étrangères d'Autriche ( Karl Gruber ) et le Premier ministre italien ( Alcide De Gasperi ) et a convenu que le Trentin-Haut-Adige/Südtirol resterait une partie de l'Italie, garantissant ainsi son autonomie. Ceux qui revenaient devaient s'enregistrer eux-mêmes et leurs enfants et prouver, au moyen d'un certificat de naissance, qu'ils avaient droit à la citoyenneté italienne[réf. nécessaire].
Selon le recensement de 2001, plus des deux tiers (69,4 %) de la population de la province parlent encore l'allemand, 26,3 % l'italien et 4,3 % le ladin comme langue maternelle.